# Torre de la Mola (Xèrica)
La Torre de la Mola, a Xèrica, comarca de l'Alt Palància, és una  torre de vigilància, que es troba a poca distància del nucli poblacional de Xèrica, en direcció sud, en el camí que comunica Xèrica amb Sagunt.
Està catalogada com Bé d'Interès Cultural, per declaració genèrica, es tracta d'una torre defensiva, malgrat la qual cosa no s'ha realitzat la seva anotació ministerial, pel que la seva identificació es realitza mitjançant el codi: 12.07.071- 010.

## Història
Durant molt de temps, la fortificació i vigilància dels nucli externs era una necessitat vital causa de la inestabilitat política que existia al nostre país. A l'interior de Castelló va passar el mateix. La zona, conquerida pels musulmans era defensada contra els atacs de les tropes cristianes mitjançant castells i torres de vigilància que, construïdes a distància d'aquest, li permetien tenir controlada i vigilada una major extensió de terreny. Per això, es pot afirmar, tenint en compte la història de la zona que es tracta d'una construcció d'origen àrab, possiblement del segle xii que tenia com a missió la vigilància d'un pas que exietía sobre el riu.
Així, a la rodalia de Xèrica poden trobar diverses restes del que antany van ser les seves torres de vigilància, que constituïen una xarxa de viligancia i alerta davant les possibles incursions violentes d'enemics a la població resident a la zona.
Es posseeix documentació escrita que acredita que a la zona de Xèrica existien no menys de cinc o sis torres d'aquestes característiques, de les quals només s'ha pogut inventariar tres d'elles, mitjançant l'estudi de les restes observables, ja que de les altres no queda rastre, el que dificulta la seva localització geogràfica, més tenint en compte les característiques orogràfiques de la zona i els canvis que s'han produït en ella amb el transcurs del temps.
Aquestes tres torres guaita de Xèrica són: la torre Novales, la torre de la Mola i la torre Ordaces. De les tres només la torre de la Mola està catalogada com a Bé d'Interès Cultural.

## Descripció
Totes les torres d'aquest estil presenten, aproximadament, un aspecte similar. De base circular o quadrada, encara que en aquest cas són circulars, de fàbrica de maçoneria, amb porta d'accés elevada del terra, una altura que estava compresa prou elevada com per poder tenir una visió extensa del terreny, podent-se trobar restes d'altures entre un i quatre, fins i tot cinc metres.
El seu estat de conservació en l'actualitat és dolent, ja que es troba en ruïnes, podent-se observar només els seus basaments, així com algun fragment del que va haver de ser la seva estructura.